# Валдокурье
Валдокурье — деревня в Пинежском районе Архангельской области. Входит в состав муниципального образования «Пинежское».
Расположена на берегу реки Пинеги к югу от посёлка Пинега.

## Население
| 2002 | 2010 | 2012 |
| ---- | ---- | ---- |
| 86   | ↘41  | ↗78  |

Население деревни, по данным Всероссийской переписи населения 2010 года, составляет 41 человек. В 2009 году постоянное население деревни составило около 50 человек, большая часть — пенсионеры; летом велик приток сезонных мигрантов. Две семьи имеют скотные хозяйства, всего в деревне 21 корова и 5 лошадей.

## Инфраструктура
В деревне есть электричество, нет водопровода. Мимо неё проходит улучшенная грунтовая дорога, связывающая посёлок Пинега с железной дорогой. Железнодорожная станция Паленьга находится в 92 км к юго-западу. Ближайший медпункт находится в 5 км.

## Интересные факты
На кладбище в Валдокурье похоронен один из последних оптинских старцев, преподобный Никон Исповедник, проведший последние полтора года жизни в ссылке в окрестностях г. Пинега. С 1989 г. в день его кончины (8 июля) современные оптинские насельники служат на деревенском кладбище панихиды.